# Triolo (metrostation)
Het metrostation Triolo is een station van metrolijn 1 van de metro van Rijsel, gelegen in de wijk Triolo in Villeneuve-d'Ascq. Aan deze wijk dankt het station zijn naam. Er is geen directe mogelijkheid om over te stappen op een bus, echter is er naast het Collège de Triolo wel een bushalte.

## Omgeving
Het station Triolo bevindt zich naast het winkelcentrum Triolo en het Collège de Triolo. Het gemeentelijke zwembad van Villeneuve-d'Ascq is eveneens dichtbij.